# Bert Cameron
Bert Cameron (Spanish Town, 16 de novembro de 1959) é um antigo atleta jamaicano, que competia na disciplina de 400 metros, na qual foi campeão na edição inaugural dos Campeonatos do Mundo, em 1983.
Um ano depois de se ter sagrado campeão do mundo em Helsínquia, Cameron chegou aos Jogos Olímpicos de Los Angeles, em 1984, como um dos principais favoritos à vitória nos 400 metros. Contudo, uma lesão muscular contraída na meia-final, impediu-o de alinhar na final para a qual se havia qualificado. Quatro anos mais tarde, nos Jogos Olímpicos de Seul, foi sexto classificado na final de 400 metros e ajudou a equipa do seu país a ganhar a medalha de prata na estafeta 4 x 400 metros.
A sua melhor marca de sempre nos 400 metros foi obtida na meia-final dos Jogos de Seoul, no dia 26 de setembro de 1988, quando correu a distância em 44,50 s.
Atualmente é professor de Educação Física numa escola de Kingston.